# Mistrzostwa Świata Juniorów w Curlingu 1975
Mistrzostwa Świata Juniorów w Curlingu 1975 – turniej, który odbył się w dniach 25 lutego–1 marca 1975 w kanadyjskim East Yorku. Mistrzami świata juniorów zostali Szwedzi.
Były to pierwsze w historii mistrzostwa świata juniorów w curlingu. W turnieju wzięło udział 9 drużyn męskich.

## Reprezentacje
| Państwo           | Czwarty            | Trzeci              | Drugi                 | Otwierający     |
| ----------------- | ------------------ | ------------------- | --------------------- | --------------- |
| Francja           | Claude Feige       | Jean-Louis Sibuet   | Christian Marin-Pache | Marc Sibuet     |
| Kanada            | Robb King          | Bill Fowlis         | Brad Hannah           | Chris King      |
| RFN               | Hans Dieter Kiesel | Rainer Schöpp       | Peter Lessinger       | Roland Liedtke  |
| Norwegia          | Morten Sørum       | Bjørn Skutbergaveen | Hans Bekkelund        | Dagfinn Loen    |
| Stany Zjednoczone | Steve Penencello   | Rick Novak          | Ben Gardeski          | Ken Baher       |
| Szkocja           | Peter J. D. Wilson | Andrew McQuistin    | Neale McQuistin       | John Sharp      |
| Szwajcaria        | René Geisser       | Peter Bösch         | Nick Gartermann       | Felix Trueb     |
| Szwecja           | Jan Ullsten        | Mats Nyberg         | Anders Grahn          | Bo Söderström   |
| Włochy            | Massimo Alvera     | Antonio Colli       | Marco Lorenzi         | Fabio Bovolenta |

pogrubieniem oznaczono skipów.

## Rozgrywki

### Round Robin
| Państwo           | W | P |
| ----------------- | - | - |
| Kanada            | 8 | 0 |
| Szwecja           | 6 | 2 |
| Szkocja           | 5 | 3 |
| Norwegia          | 5 | 3 |
| Stany Zjednoczone | 5 | 3 |
| Szwajcaria        | 3 | 5 |
| RFN               | 2 | 6 |
| Francja           | 2 | 6 |
| Włochy            | 0 | 8 |

     Awans do finału
     Awans do półfinału

### Play-off
Półfinał:  Szwecja -  Szkocja 9:8

Finał:  Kanada -  Szwecja 6:8

## Klasyfikacja końcowa
|  | Mistrzowie świata juniorów     |
|  | Wicemistrzowie świata juniorów |
|  | 3 miejsce                      |

| Państwo           | Skip               |
| ----------------- | ------------------ |
| Szwecja           | Jan Ullsten        |
| Kanada            | Robb King          |
| Szkocja           | Peter J. D. Wilson |
| Norwegia          | Morten Sørum       |
| Stany Zjednoczone | Steve Penencello   |
| Szwajcaria        | René Geisser       |
| RFN               | Hans Dieter Kiesel |
| Francja           | Claude Feige       |
| Włochy            | Massimo Alvera     |